# Parcul Izvor
Parcul Izvor este un parc din București situat pe malul drept al râului Dâmbovița, în apropierea Palatului Parlamentului.

## Istoricul locurilor
Pe locul actualului parc, înainte de 1984-1985, se găsea dealul Mihai-Vodă, pe care se înălța Mănăstirea Mihai Vodă. Prin planul de modernizare a Bucureștiului și de realizare a Centrului Civic, dealul a fost nivelat și chiliile mănăstirii au fost demolate. Biserica Mihai-Vodă, împreună cu clopotnița, a fost salvată, în anul 1985, fiind translatată spre est, în pantă, pe o distanță de 289 m și coborâtă pe verticală cu 6,2 m, până pe malul Dâmboviței, unde a fost ascunsă vederii, după niște blocuri, pe strada Sapienței. Restul clădirilor de pe deal au fost demolate, inclusiv Palatul Arhivelor Statului, reclădit în anii 1900-1916, după planurile arhitecților Petre Antonescu și Cristofi Cerchez, iar situl arheologic cu vestigii din epoca bronzului, aflat în curtea mănăstirii, a fost și el distrus. Lângă mănăstire se aflau vestigiile Curții Noi (denumită și Curtea Arsă, după incendiul din 1812), ridicate de fanariotul Alexandru Ipsilanti, care au fost și ele distruse iremediabil.
În colțul dinspre podul Hasdeu al actualului parc Izvor, aflat la intersecția dintre Splaiul Independenței și Str. Bogdan Petriceicu Hasdeu, peste drum de Facultatea de Biologie a Universității din București, a existat, din 1925, Institutul de Chimie Teoretică din cadrul Universității din București. Clădirea, în formă de L și cu 3 etaje, a căzut la cutremurul din 4 martie 1977. Rămășițele facultății au fost demolate și clădirea nu a mai fost reconstruită.
În acel loc nivelat se dorea construirea unei mari săli de conferințe și de recepții. După Revoluția Română din 1989, proiectul nu a mai fost început iar locația a rămas la stadiul de „maidan”. 

## Amenajarea parcului
În anii '90, Primăria a trasat alei, a plantat arbori și a dat locului numele de Parcul Izvor. Parcul are forma de dreptunghi, cu suprafața de 17 hectare, și este delimitat de bulevardul Națiunile Unite, bulevardul Libertății, strada B. P. Hasdeu și Splaiul Independenței, unde se află și stația de metrou Izvor. Din cei 170.000 de metri pătrați pe care îi ocupă Parcul Izvor, 28.902 metri pătrați sunt alei și 141.098 metri pătrați sunt acoperiți cu gazon. Cele 4 alei principale, care însumează aproximativ 3,2 km, reprezintă trasee ideale pentru cei care practică alergarea sau jogging-ul.

## Dezvoltarea parcului
La 4 august 2005, Consiliul General al Municipiului București (CGMB) a hotărât trecerea acestui parc de la Sectorul 5 la Administrația Lacuri, Parcuri și Agrement București (ALPAB). În 2009, același CGMB a luat mai multe hotărâri prin care parcurile Crângași, Izvor și Colțea (din zona Universitate) treceau în administrarea sectoarelor pe raza cărora se află. Hotărârea a fost atacată de primarul Sorin Oprescu și, ca urmare, Tribunalul Municipiului București a anulat, printr-o decizie definitivă, hotărârea CGMB prin care Parcul Izvor trecea de la ALPAB în administrarea Sectorului 5.
În 2008, cu ocazia organizării „Bucharest City Challenge” în jurul Palatului Parlamentului, o parte din tribunele Circuitului de Formula 3 „Bucharest Ring” au fost instalate în parcul Izvor, după ce, pentru a le face loc, au fost tăiați mai multe zeci de arbori, stârnind proteste ale organizațiilor ecologiste.
În ultima zi a proiectului „Bucureștiul în spațiul verde European”, derulat în perioada 15 martie – 15 aprilie 2009, în Parcul Izvor au fost plantați 30 de platani.
În luna iunie 2009 au fost tăiați 32 de arbori groși din parcul destinat construirii Memorialului Holocaustului din București, fapt care a stârnit protestul unor asociații civice ecologiste
După multe discuții, primarul Sorin Oprescu a găsit soluția: creatorul monumentului, Peter Jacobi urma să planteze 125 de pomi în Parcul Izvor, deci, în medie, cam cinci copaci la unul tăiat..
În mai 2010, Primăria Municipiului București a amenajat în Parcul Izvor un loc de joacă pentru copii, pe o suprafață de 2.400 de metri pătrați. În cadrul său se află un castel în miniatură, numit „Parlamentul Copiilor”. Pe lângă un castel cu turnulețe din care ies tobogane există leagăne și balansoare, inclusiv pentru cei cu dizabilități. Lângă acestea se află aparate de fitness și mese de ping-pong.

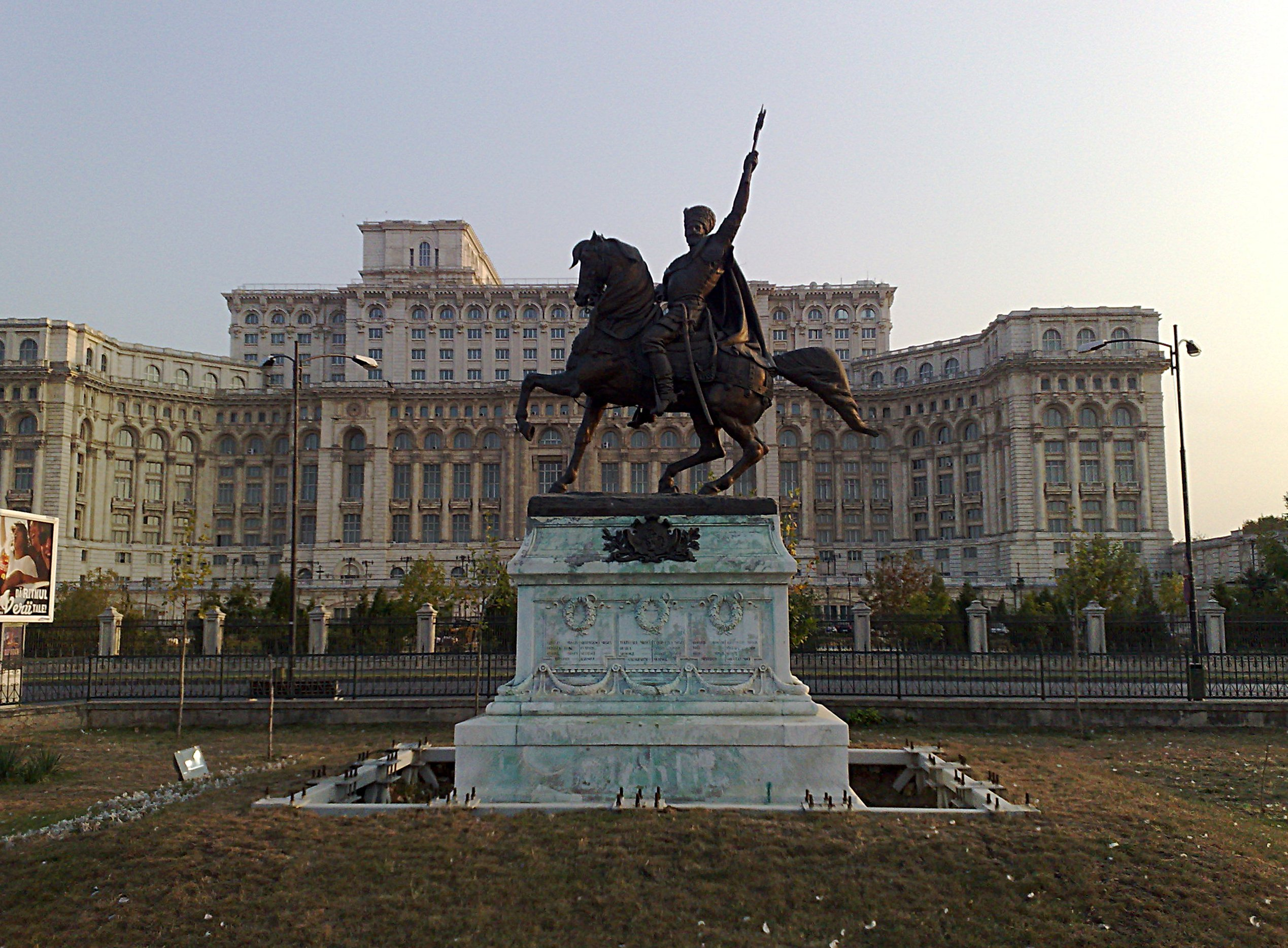
Statuia lui Mihai Viteazul pe amplasamentul provizoriu din Parcul Izvor (fotografie din 2010)

În septembrie 2010, cele patru statui de la Universitate (Mihai Viteazul, Ion Heliade-Rădulescu, Spiru Haret și Gheorghe Lazăr), au fost mutate în Parcul Izvor, pentru a se putea realiza o parcare subterană în centrul Capitalei. După terminarea lucrărilor la parcarea subterană, statuile au fost reinstalate la locul lor, părăsind parcul la începutul lunii mai 2012.
În octombrie 2011, Primăria Municipiului București, prin ALPAB, cu sprijinul a peste 200 de voluntari, a finalizat acțiunea de plantare a peste 320 de arbori (mesteceni, castani, stejari, paltini, magnolii, sălcii etc.) în Parcul Izvor pentru a marca, simbolic, Anul Internațional al Voluntariatului.
Cu ocazia Zilei Europene a Parcurilor, la 24 mai 2012 a fost inaugurată în Parcul Izvor aleea Václav Havel. Proiectul de realizare a aleii Václav Havel a fost realizat prin inițiativa ambasadorul Republicii Cehe la București, Jiří Šitler, care a donat în acest scop 40 de tei, simbolul național al poporului ceh.
La 15 aprilie 2016, Primăria capitalei a organizat o acțiune de plantare în Parcul Izvor a 250 de arbori din speciile catalpa, mesteacăn, stejar roșu și tuia.

## Concerte
| Concert Parcul Izvor | Concert Parcul Izvor | Concert Parcul Izvor |
| Data                 | Artist               | Turneu               |
| -------------------- | -------------------- | -------------------- |
| 26 august 2009       | Madonna              | Sticky & Sweet       |